# Ron Baker
Pour les articles homonymes, voir Baker.
Ne doit pas être confondu avec Ronnie Baker.
Ronald Delaine Baker, né le 30 mars 1993 à Hays, Kansas, est un joueur américain de basket-ball. Il évolue aux postes d'arrière et de meneur.

## Biographie

### Carrière universitaire
Il passe ses quatre années universitaires à l'université d'État de Wichita où il joue pour les Shockers.

### Carrière professionnelle
Le 23 juin 2016, lors de la draft 2016 de la NBA, automatiquement éligible, il n'est pas sélectionné. Il participe à la NBA Summer League 2016 avec les Knicks de New York. Le 1er août 2016, il signe avec les Knicks,.
Le 13 décembre 2018, il est coupé par les Knicks de New York en conséquence de la signature de Allonzo Trier avec ces-derniers.
Le 20 décembre 2018, il s'engage avec les Wizards de Washington.
Le 7 janvier 2019, il est coupé par les Wizards de Washington.
Le 1er août 2019, il s'engage avec le CSKA Moscou mais quitte le club en mai 2020.

## Statistiques

### Universitaires
Les statistiques en matchs universitaires de Ron Baker sont les suivantes :
| Saison    | Équipe        | Matchs | Titul. | Min./m | % Tir | % 3pts | % LF | Rbds/m. | Pass/m. | Int/m. | Ctr/m. | Pts/m. |
| --------- | ------------- | ------ | ------ | ------ | ----- | ------ | ---- | ------- | ------- | ------ | ------ | ------ |
| 2012-2013 | Wichita State | 18     | 14     | 26,1   | 39,8  | 35,7   | 82,2 | 3,22    | 1,78    | 0,78   | 0,28   | 8,72   |
| 2013-2014 | Wichita State | 36     | 36     | 29,9   | 45,6  | 38,0   | 84,2 | 3,81    | 3,11    | 1,42   | 0,64   | 13,11  |
| 2014-2015 | Wichita State | 35     | 35     | 32,7   | 43,3  | 38,3   | 75,8 | 4,49    | 2,51    | 1,29   | 0,77   | 14,74  |
| 2015-2016 | Wichita State | 35     | 35     | 31,6   | 42,4  | 35,0   | 79,3 | 4,80    | 3,23    | 1,51   | 0,60   | 14,03  |
| Total     |               | 125    | 120    | 30,4   | 43,3  | 36,9   | 80,1 | 4,16    | 2,77    | 1,30   | 0,61   | 13,09  |

## Palmarès
- 3× First-team All-MVC (2014–2016)
- AP honorable mention All-American (2015)

## Salaires
| Saison    | Equipe             | Salaire     |
| --------- | ------------------ | ----------- |
| 2017-2018 | Knicks de New York | 4 328 000 $ |